# Kāz̧em Ḩamd
Kāz̧em Ḩamd (persiska: کاظم حمد, Kāz̧em Aḩmad-e Laţīfī) är en ort i Iran.   Den ligger i provinsen Khuzestan, i den västra delen av landet, 500 km sydväst om huvudstaden Teheran. Kāz̧em Ḩamd ligger 41 meter över havet och antalet invånare är 716.
Terrängen runt Kāz̧em Ḩamd är mycket platt. Runt Kāz̧em Ḩamd är det ganska tätbefolkat, med 144 invånare per kvadratkilometer. Kāz̧em Ḩamd är det största samhället i trakten. Omgivningarna runt Kāz̧em Ḩamd är i huvudsak ett öppet busklandskap.